# ثورة المابوتشي 1881
كانت ثورة المابوتشي لعام 1881 آخر تمردٍ كبيرٍ لشعب المابوتشي المنحدر من أروكانيا. وقعت الثورة خلال المرحلة الأخيرة من عملية احتلال أروكانيا (1861 – 1883) من قِبل الدولة التشيلية. خُطط للثورة من قِبل زعماء المابوتشي في مارس 1881 لتنطلق في نوفمبر من العام نفسه. لم يُجمِع المابوتشي على تأييد الثورة، اصطفت بعض طوائف المابوتشي مع التشيليين وأعلن آخرون الحياد. على أي حال، نجح منظمو الثورة في إشراك فئات المابوتشي التي لم تكن سابقًا في حربٍ مع تشيلي. مع نشوب معظم الهجمات في غضون أيام، مضت تشيلي في السنوات التالية إلى تعزيز اجتياحاتها.

## خلفية تاريخية
في القرن التاسع عشر شهدت تشيلي توسعًا سريعًا في أراضيها. أنشأت تشيلي مستعمرة في مضيق ماجلان عام 1843، وطنت فالديفيا وأسورنو ويانكيوي بمهاجرين ألمان واحتلت أراضٍ من البيرو وبوليفيا. ضمت تشيلي في وقتٍ لاحق جزيرة إيستر أيضًا. في هذا السياق بدأ احتلال أروكانيا من قِبل تشيلي لسببين. أولًا، هدفت الدولة التشيلية إلى تحقيق الاستمرارية الإقليمية لأراضيها وثانيًا بقيت المكان الوحيد لتوسيع نطاق الزراعة التشيلية.
بين عامي 1861 و1871 أخذت تشيلي عدة أراض تابعة للمابوتشي في أروكانيا. في يناير 1881، بهزيمتها للبيرو في معركتي تشوريوس وميرافلوريس، استأنفت تشيلي عملية احتلال أروكانيا.
دفعت حملات الجيش الأرجنتيني ضد المابوتشي في الطرف الآخر من الأنديز في عام 1880 العديد من المابوتشي نحو أروكانيا. أُسر بوران، زعيم شعب البيوينتشي، من قِبل الجيش الأرجنتيني وتوغل الجيش الأرجنتيني ضمن وادي لونكيماي الذي اعتبرته تشيلي جزءًا من أراضيها الشرعية. نبه التقدم الأرجنتيني السريع السلطات التشيلية وكان عاملًا مساهمًا في المواجهات التشيلية المابوتشية لعام 1881.

### انتهاكات ضد المابوتشي
خلال الفترة التي تلت حرب عام 1871 عانى المابوتشي في الأجزاء الخاضعة لتشيلي من انتهاكات عدة وحتى القتل من قِبل المستوطنين وجيش تشيلي. كان من بين أبرز الحالات، قتل دومينغو ميلن عام 1880 من قِبل عناصر الجيش التشيلي.
...اغتصب [التشيليون] نسائي وقتلوهن وقتلوا أبنائي وخوزقوا نسائي. كيف تريدني أيها العقيد ألا أحمل السلاح وقد عوملت بتلك الطريقة؟

  - زعيم من المابوتشي إلى غريغوريو أوروتيا بعد الثورة.

## الأحداث السابقة للتمرد
في يناير 1881 ثار المابوتشي المنحدرين من منطقة ماليكو ضد الاحتلال التشيلي. هوجمت بلدة تريغين وحصني لوماكو وكوليبولي. ردًا على ذلك أطلقت الدولة التشيلية حملة كبيرة لم تقتصر على الدفاع عن الحصون والمستوطنات فحسب بل لتوسيع الحدود على طول الطريق من نهر ماليكو إلى نهر كوتين. عُيّن وزير الداخلية مانويل ريكابارين من قِبل الرئيس أنيبال بينتو للإشراف على العملية من بلدة أنغول. استُدعي العقيد غريغوريو أوروتيا من ليما الخاضعة للاحتلال التشيلي إلى أروكانيا لتولي جيش الجنوب.
قاد ريكابارين شخصيًا رتلًا كبيرًا أنشأ حصون كيليم ولوتارو وبيلاليلبان. في هذا المكان الأخير تواصل زعماء محليين من المابوتشي مع ريكابارين وطلبوا منه عدم التقدم بعد نهر كوتين. أجابهم ريكابارين بأن المنطقة بأكملها ستُحتل. عند تأسيس مدينة تيموكو في السواحل الشمالية لنهر كوتين التقى ريكابارين مع الزعيم فاناكيو كونويبان وزعماء آخرين من تشول-تشول وطلبوا منه أيضًا عدم التقدم أكثر. في 28 مارس أسس غريغوريو أوروتيا بلدة فيكتوريا على سواحل نهر تريغوين.
مع تقدم التشيليين إلى نهر كوتين ظلت سلسة جبال صغيرة تدعى سلسلة نيلول بحوزة المقاومة المابوتشية، أطلق منها المقاتلون أعمال نهب أو هجمات ضد أهداف ضعيفة. لإنهاء هذه الهجمات أنشأ جورجيو أوروتيا حصنًا في السلسلة.
في البداية أبدى المابوتشي القليل من المقاومة أمام التقدم التشيلي إلى نهر كوتين. اعتقد ريكابارين أن المابوتشي لم يبدوا رد فعلٍ لأنهم أملوا بتأسيس حصون وبلدات جديدة بعد عقد جلسات برلمانية مع السلطات التشيلية. بدأت موجة من هجمات المابوتشي في أواخر عام 1881، قبل عدة أيام من تأسيس مدينة تيموكو في وسط أراض المابوتشي. كان أول هجوم كبير ضد قافلة عربات تنقل جنودًا مصابين من تيموكو إلى حصن نيلول. قُتلت المرافقة بكاملها والتي تزيد عن 40 جندي وقُتل 96 جندي مريض ومصاب. ردًا على هذه الهجمات أطلق غريغوريو أوروتيا هجومًا على مقاتلي المابوتشي المنحدرين من سلسلة نيلول بحرق أكثر من 500 منزلًا للمابوتشي والاستيلاء على أكثر من 800 بقرة وحصان. في الجانب الآخر من الأنديز هاجم شعب البيوينتشي في مارس القاعدة الأرجنتينية تشوس مالال مما أسفر عن مقتل جميع أفراد الحامية والبالغ عددهم 25 – 30 جندي.